# 洛夫希爾 (阿拉巴馬州)
洛夫希爾（英語：Love Hill）是一個位於美國阿拉巴馬州休斯敦縣的非建制地區。該地的面積和人口皆未知。

## 地理
洛夫希爾的座標為31°06′58″N 85°16′26″W / 31.11611°N 85.27388°W，而該地的平均海拔高度為74米（即243英尺）。